# 迪格多
迪格多（Digdoh），是印度马哈拉施特拉邦那格浦尔县的一个城镇。总人口31498（2001年）。

## 人口
该地2001年总人口31498人，其中男性17605人，女性13893人；0—6岁人口4835人，其中男2503人，女2332人；识字率77.10%，其中男性为81.83%，女性为71.11%。